# 馬里亞諾尼科拉斯巴爾卡塞爾區
馬里亞諾尼科拉斯巴爾卡塞爾區（西班牙語：Distrito de Mariano Nicolás Valcárcel），是秘魯的一個區，位於該國南部阿雷基帕大區的卡馬納省，始建於1944年11月3日，面積557.74平方公里，海拔高度338米，2005年人口2,625，人口密度每平方公里4.7人。